# Bernard Giles
Bernard Eugene Giles (ur. 9 kwietnia 1953 w Titusville) – amerykański seryjny morderca, pedofil oraz nekrofil. Jest odpowiedzialny za serię morderstw pięciu kobiet, której dopuścił się na przestrzeni zaledwie dwunastu tygodni w Titusville, na Florydzie w 1973 roku. Odsiaduje wyrok dożywocia w więzieniu o zaostrzonym rygorze w Okeechobee Correctional Institution na Florydzie. Po aresztowaniu został uznany za psychicznie zaburzonego przestępcę seksualnego, a następnie umieszczono go w szpitalu. W 1977 roku został skazany na dożywocie. 

## Dzieciństwo oraz wczesna młodość
Bernard Giles urodził się 9 kwietnia 1953 roku jako jedno z czworga dzieci w prawidłowo funkcjonującej rodzinie. Giles nie miał kłopotów związanych z patologicznymi wzorcami rodzicielskimi, które jakkolwiek mogłyby wpłynąć na jego zachowanie w stosunku do pojawienia się agresji oraz chęci dokonywania morderstw.
Według jego relacji z wywiadu, jako dziecko miał odczuwać niekontrolowane mordercze chęci skupiające na wyrządzaniu krzywdy kobietom. Miał odczuwać „dreszczyk emocji” podczas dokonywanej przez niego przemocy seksualnej. Niezdrowa obsesja pojawiła się u niego w wieku sześciu lat, kiedy podczas gry na podwórku z rówieśniczką, Giles dogonił ją, usiadł na niej okrakiem, a następnie zaczął dusić.
W wieku 16 lat porzucił naukę. W wieku 20 lat, pracując jako elektryk, ożenił się z 18-letnią Leslie. Zaraz po ślubie para zamieszkała na parkingu przyczep w Titusville. Później narodziła się ich córka Heather.

## Morderstwa
Pierwszą ofiarą oprawcy była Nancy Gerry. Niespełna osiemnastoletnia barmanka oraz śpiewaczka w lokalnym barze, szukająca podwózki, zgodziła się na przejazd jego samochodem. Została wywieziona do lasu, gdzie Giles kazał jej wysiąść z samochodu, podprowadził do drzewa i zastrzelił. Giles wszystkie ofiary przewiózł do miejsca gajów drzew pomarańczowych, gdzie mordował je strzałem z broni palnej lub poprzez uduszenie, a następnie wykorzystywał seksualnie.
| Lp. | Ofiara          | Wiek | Data              |
| --- | --------------- | ---- | ----------------- |
| 1.  | Nancy Gerry     | 18   | 26 września 1973  |
| 2.  | Sharon Wilmer   | 14   | 5 listopada 1973  |
| 3.  | Krista Melton   | 14   | 14 listopada 1973 |
| 4.  | Carolyn Bennett | 17   | 15 listopada 1973 |
| 5.  | Paula Hamric    | 22   | 17 listopada 1973 |

## Aresztowanie
Bernard Giles porwał dwie nastolatki i zabrał je tym razem nie do gaju, a do lasu. Kiedy próbował je zastrzelić, pistolet zaciął się, a kobiety wykorzystały okazję i uciekły. Skierowały się na najbliższy komisariat policji i wyjawiły dane porywacza. Został aresztowany i osądzony w 1974. Przyznał się do wszystkich pięciu morderstw, dzięki czemu uniknął kary śmierci. W 1977 wyrok został zmieniony na dożywocie.

## Geneza psychologiczna
Giles przyznał, że dreszcz emocji związany z podjęciem decyzji o morderstwach był dla niego czymś nadzwyczajnym. 
Kiedy na przesłuchaniu jeden z policjantów prowadzących sprawę zapytał, czy Giles czuje wyrzuty sumienia po zabiciu Nancy Gerry, ten zaprzeczył, nie ukazując skruchy. Pamięta wygląd wszystkich swoich ofiar, ale nie pamięta ich nazwisk. W wywiadzie porównał je do przedmiotów, cytując: „Dlaczego ktoś miałby przyjąć imiona swoich ofiar? Widziałem te kobiety jako przedmioty”. Miał nie zabijać co najmniej trzech kolejnych młodych kobiet, które trzymał na muszce, ponieważ rozmawiały z nim, tym samym "uczłowieczając" się do niego. 
Jeśli chodzi o wygląd ofiar, nie miał on dla niego najmniejszego znaczenia. W wyborze kierował się kryterium ich "dostępności". 
W 2019 roku Giles udzielił wywiadu Piersowi Morganowi w ramach serialu dokumentalnego o ITV zatytułowanego Confessions Of A Serial Killer With Piers Morgan. Podczas wywiadu prowadzący Piers przedstawił Gilesowi zdjęcie jego dorosłej córki i zapytał go, co poczułby w momencie, gdyby te wszystkie okropne rzeczy, których się dopuścił, zostały wyrządzone jego córce, odpowiedział: Z pewnością by mi się to nie spodobało.. 